# 聖旺站
聖旺站（法語：Saint-Ouen，法語發音：[sɛ̃t‿wɛ̃]）是巴黎地鐵14號線的地鐵站，位於塞納河畔聖旺。車站於2020年12月14日啟用。

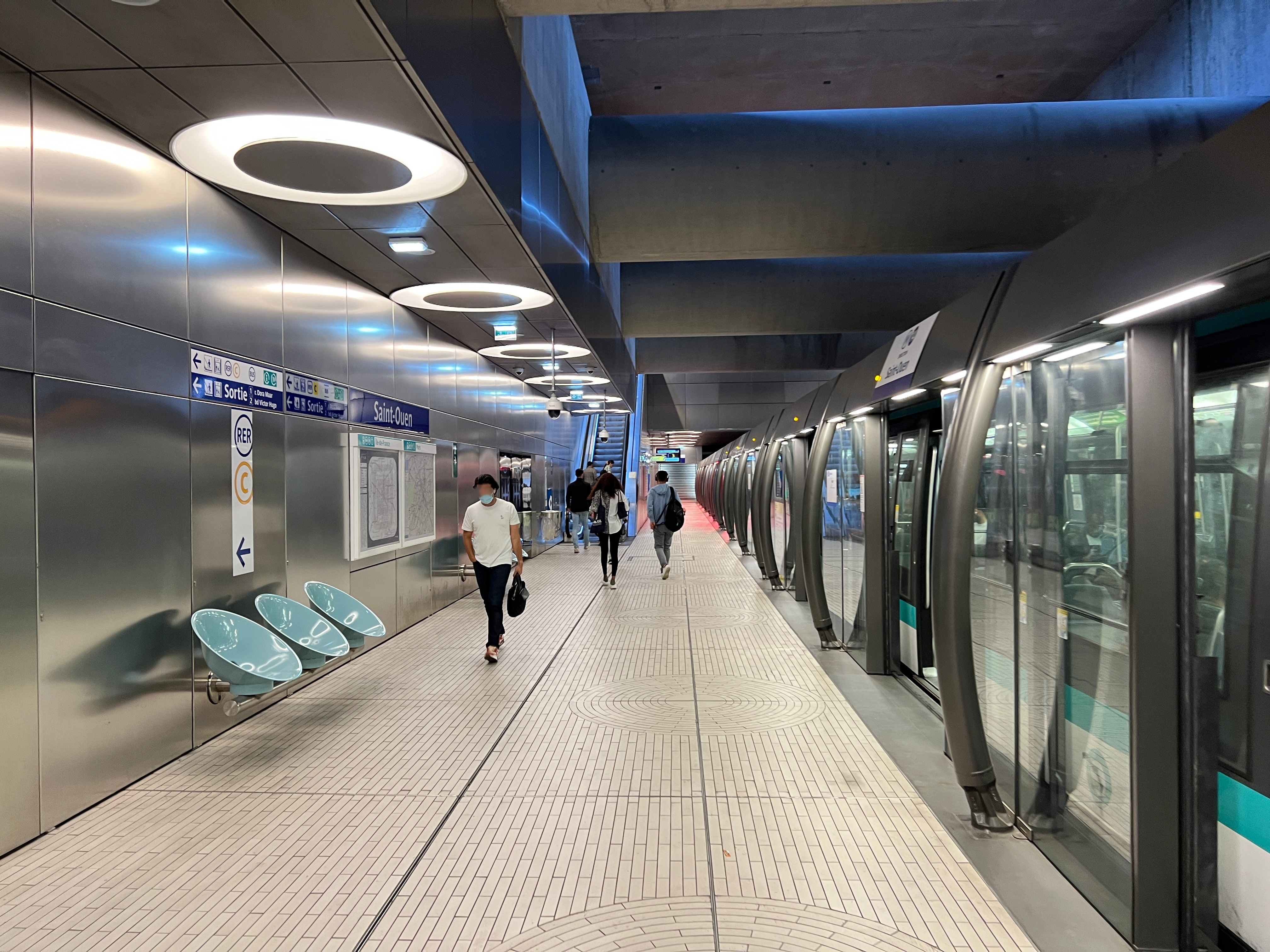
月台（2022年7月）

## 圖片

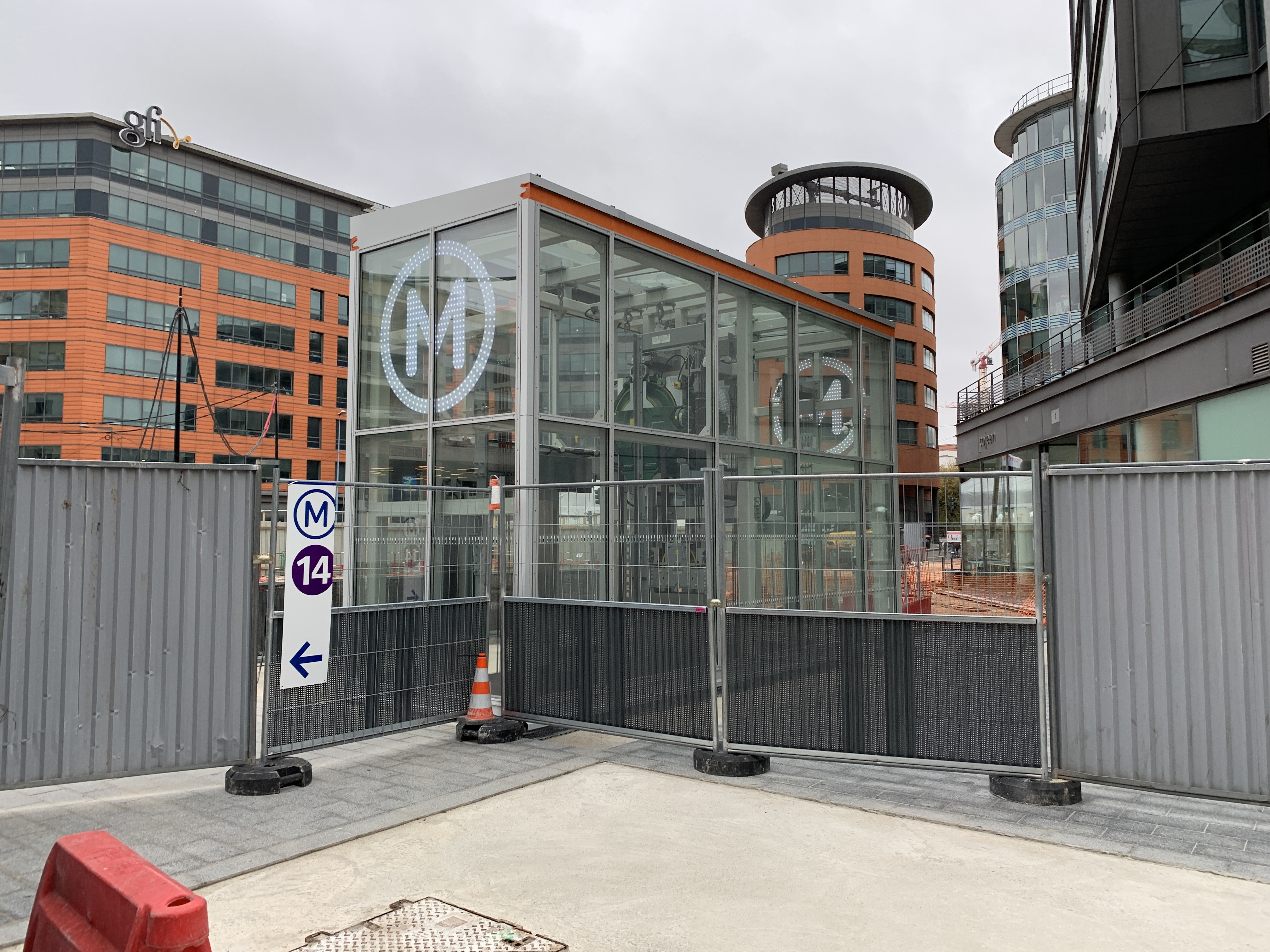
升降機
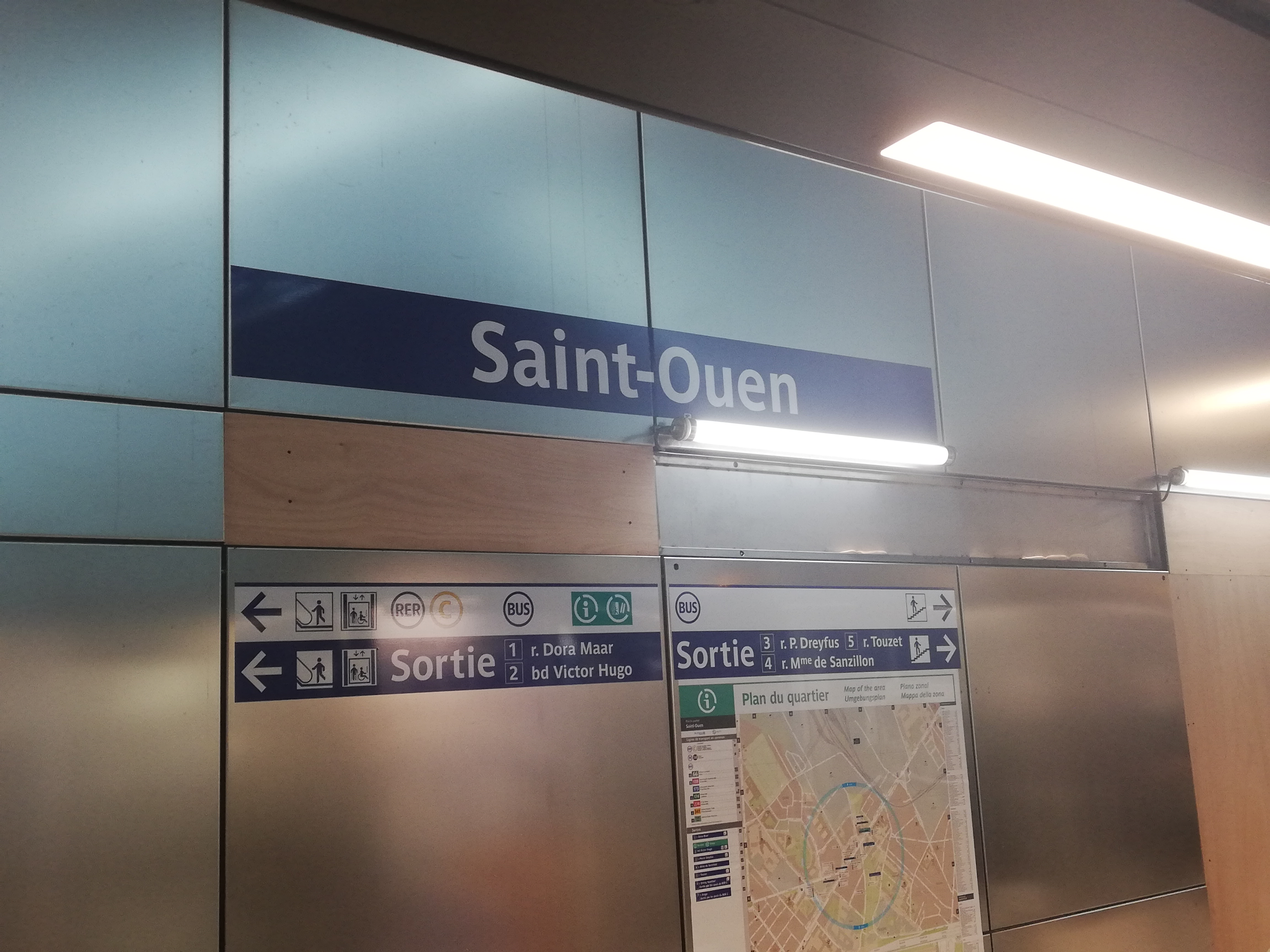
地圖